# Lisie Pole (gromada)
Lisie Pole – gromada istniejąca w okresie Polskiej Rzeczypospolitej Ludowej.
Gromadę Lisie Pole z siedzibą GRN w Lisim Polu utworzono w powiecie gryfińskim w woj. szczecińskim na mocy uchwały nr V/44/54 WRN w Szczecinie z dnia 5 października 1954. W skład jednostki weszły obszary dotychczasowych gromad Lisie Pole i Polesiny ze zniesionej gminy Swobnica oraz obszar dotychczasowej gromady Rynica ze zniesionej gminy Widuchowa w tymże powiecie. Dla gromady ustalono 10 członków gromadzkiej rady narodowej.
Gromadę zniesiono 1 stycznia 1972, a jej obszar włączono do gromady Krzywin w tymże powiecie.